# Паролине (Верона)
Паролине је насеље у Италији у округу Верона, региону Венето.
Према процени из 2011. у насељу је живело 58 становника. Насеље се налази на надморској висини од 47 м.